# Dušan Veselý
Dušan Veselý (* 7. září 1946 Vsetín) je český novinář, absolvent fakulty žurnalistiky Univerzity Karlovy.
V letech 1990 až 2008 byl šéfredaktorem Redakce obrazového zpravodajství ČTK, 2008 až 2009 tiskovým mluvčím předsedy Poslanecké sněmovny Parlamentu ČR, 2009 až 2010 poradcem místopředsedy Senátu Parlamentu ČR. V roce 2014 byl krátkodobě ředitelem Národního muzea fotografie. Od roku 2013 se věnuje pedagogické činnosti. 
Ve své novinářské a publicistické činnosti zaměřený na obor fotožurnalistiky. Kurátor řady fotografických výstav. Člen národních a mezinárodních porot fotografických soutěží, člen redakční rady časopisu 100+1 ZZ.
Články, sloupky, povídky v časopisech Sešity, Repertoár malé scény, Mladý svět, Květy, Vlasta, Stadion a dalších. Autor rozhlasových her pro Československý rozhlas.
Spolu s Hanou Řehákovou v roce 1999 autor knihy Zakázané dějiny (o cenzurních praktikách v novinářské fotografii), dále s Hanou Řehákovou a Pavlem Augustou v roce 2001 Listování stoletím (dějiny 20. století ve fotografii) a v roce 2005 opět s Hanou Řehákovou a Pavlem Augustou autor knihy Hosté vítaní (i nevítaní).
S fotografem Jaroslavem Kučerou v roce 2014 autorem knihy Devadesátileté ohlédnutí. 
Autor úvodní statě do monografie jihočeského fotografa Jaroslava Sýbka Půlstoletí fotoreportérem aneb Fotografoval jsem anglického krále, 2024 České Budějovice.
Autor vzpomínkové statě do monografie Vladislava Galgonka, kterou v roce 2023 vydalo Vydavatelství Univerzity Palackého s Muzeem umění Olomouc.
Člen správní rady Národního muzea fotografie a správní rady Czech Photo Centre.
Ke 100. výročí vzniku ČSR připravil dvě výstavy – Okamžiky století z fotoarchivu ČTK a Slibuji věrnost republice pro Leica Gallery spolu s fotografkou Danou Kyndrovou.
V roce 2019 se jako kurátor spolu s Jaroslavem Kučerou a Danielou Mrázkovou podílel na přípravě výstavy 1989 Pád železné opony v Královském letohrádku na Pražském hradě. S Jaroslavem Kučerou je autorem obrazové publikace 1989 Sametová revoluce, která vyšla při příležitosti téže výstavy.
Pro ročník 2020 Letní filmové školy v Uherském Hradišti připravil jako kurátor s redakčním týmem ČTK výstavu Nežádoucí okamžiky o historii manipulace s fotografií. V roce 2023 tamtéž spoluautor výstavy ČTK Prezidentské okamžiky.